# Planinița, Burgas
Planinița (în bulgară Планиница) este un sat în comuna Ruen, regiunea Burgas,  Bulgaria. 

## Demografie
Componența etnică a satului Planinița
     Turci (89,99%)
     Nicio identificare (10%)
     Altele (0%)
La recensământul din 2011, populația satului Planinița era de 1.549 locuitori. Din punct de vedere etnic, majoritatea locuitorilor (89,99%) erau turci. Pentru 10% din locuitori nu este cunoscută apartenența etnică.